# Esercito governativo
Il cosiddetto Esercito governativo (in ceco Vládní vojsko, in tedesco Regierungstruppen) fu la forza armata del Protettorato di Boemia e Moravia durante il periodo di esistenza di questo tra il 1939 e il 1945.
Costituito per dare una parvenza di autonomia al neonato Stato, come il resto delle istituzioni del Protettorato anche l'Esercito governativo non era più di un mero strumento ausiliario degli occupanti tedeschi, assoggettato in tutto e per tutto al loro volere. L'Esercito era incaricato di svolgere principalmente funzioni di sicurezza interna e delle linee di comunicazione, di assistenza alla difesa civile e di guardie cerimoniali per le istituzioni del Protettorato; nel corso della seconda guerra mondiale ebbe anche un limitato impiego di contrasto alla Resistenza ceca nonché di assistenza di retrovia alle forze tedesche nel corso della campagna d'Italia.
È dibattuto se l'Esercito governativo debba essere considerato alla stregua di una forza collaborazionista, o se fosse semplicemente l'esercito sottomesso di uno stato sconfitto. Il suo ufficiale comandante, il generale Jaroslav Eminger, nel dopoguerra fu processato e condannato per collaborazionismo, ma svariati membri dell'Esercito governativo furono attivamente impegnati a favore della Resistenza ceca parallelamente ai loro incarichi ufficiali, e negli ultimi giorni del conflitto varie unità si ribellarono ai tedeschi durante gli eventi della rivolta di Praga.

## Storia

### Organizzazione
L'Esercito governativo venne costituito a seguito della dissoluzione del precedente Esercito della Cecoslovacchia conseguente la completa occupazione del paese da parte della Germania nazista; la costituzione ufficiale della nuova forza armata si ebbe con l'Ordine governativo N. 216 del 25 luglio 1939. La decisione dei tedeschi di costituire una forza armata sotto il diretto controllo della nuova entità del Protettorato di Boemia e Moravia era dettata da tre fattori: la completa dissoluzione delle forze armate cecoslovacche aveva portato a un considerevole incremento del tasso di disoccupazione, e continuare a mantenere una seppur ridotta forza armata avrebbe mitigato questo stato di cose; i tedeschi erano poi ansiosi di legittimare la loro occupazione dimostrando una certa tolleranza in materia di continuità delle istituzioni nazionali ceche; infine, vi era la necessità di disporre di una forza di guardia per le istituzioni del Protettorato e in particolare per il suo presidente, Emil Hácha.
L'Esercito governativo fu autorizzato a disporre di una forza di massimo 7.000 uomini alle armi, reclutati per un servizio volontario della durata di dodici anni. Al suo picco la forza arrivò a disporre di circa 6.500 uomini organizzati in dodici battaglioni di fanteria; a dispetto della sua ridotta consistenza numerica, l'Esercito annoverava nei suoi ranghi 40 ufficiali con il grado di generale.
Emil Hácha, il Presidente di Stato del Protettorato, era nominalmente il comandante in capo dell'Esercito governativo mentre la direzione tecnica della forza armata era affidata a un "ispettore generale", incarico ricoperto per tutta l'esistenza del corpo dal generale Jaroslav Eminger. L'esercito era organizzato in tre ispettorati regionali con sede a Praga, Brno e Hradec Králové.
Il 1º Battaglione dell'Esercito governativo era incaricato di fungere da guardia del corpo del Presidente di Stato, come pure di svolgere servizi di pubblica sicurezza alla residenza presidenziale del castello di Lány; dal novembre 1939 il battaglione assunse anche l'incarico di guardia d'onore del Castello di Praga in concerto con le forze tedesche, sostituendo in questo la precedente Guardia del Castello del defunto esercito cecoslovacco.
Inizialmente, l'organico dell'Esercito governativo era composto da ufficiali e soldati trasferiti direttamente dai ranghi del disciolto esercito cecoslovacco; per ragioni politiche, in seguito molti degli ufficiali provenienti dalle disciolte forze armate ceche furono gradualmente rimossi dal servizio e sostituiti con personale privo di connessioni con le istituzioni dell'ex Cecoslovacchia indipendente. Il reclutamento di nuovi soldati fu limitato a cechi maschi di età compresa tra i 18 e i 24 anni, classificabili come appartenenti alla "razza ariana", in buone condizioni di salute e privi di precedenti penali; l'ultimo bando di reclutamento per l'Esercito governativo fu indetto nel 1943.

### Operazioni

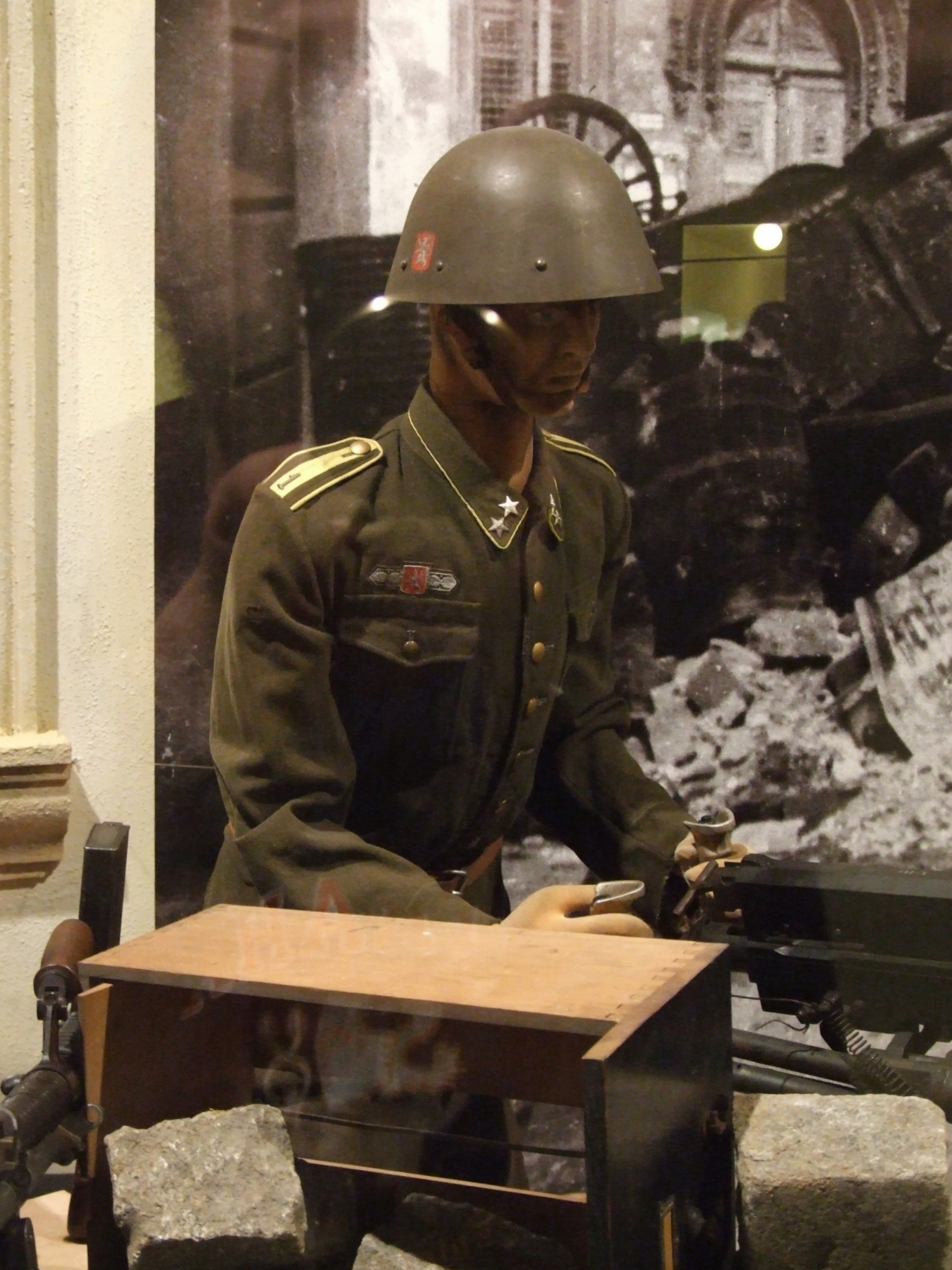
L'uniforme di un soldato dell'Esercito governativo in mostra al museo di Žižkov

L'Esercito governativo fu impiegato prevalentemente in patria in operazioni di sicurezza interna, primariamente per garantire la sicurezza lungo le linee ferroviarie, per supportare la difesa civile, per svolgere incarichi cerimoniali e, per un breve periodo nel corso dell'inverno tra il 1943 e il 1944, per presidiare i siti favorevoli al lancio di paracadutisti sfruttati dai combattenti della Resistenza ceca. Quest'ultimo incarico dimostrò la scarsità di entusiasmo del corpo: secondo un resoconto, quando un ufficiale subordinato chiese che cosa avrebbe dovuto fare se avesse intercettato con successo dei paracadutisti nemici appena atterrati, il generale Eminger gli rispose: «se sono pochi puoi ignorarli, se sono molti puoi unirti a loro».
Nel 1943 il ministro dell'Educazione del Protettorato, Emanuel Moravec, avanzò la proposta che l'esercito fosse schierato sul fronte orientale per sostenere le operazioni della Wehrmacht tedesca; il presidente Hácha discusse dell'idea con l'SS-Obergruppenführer Karl Hermann Frank, ministro del Reich in Boemia e Moravia, il quale infine decise di non inoltrare la proposta a Hitler. L'unico dispiegamento all'estero dell'Esercito governativo si ebbe nel maggio 1944, quando l'intero corpo meno il 1º Battaglione fu schierato nel nord Italia in supporto alle operazioni tedesche nell'area; ai soldati cechi furono assegnati solo incarichi passivi, svolgendo principalmente il compito di manodopera per la costruzione di fortificazioni e postazioni campali. Una volta in Italia, almeno 600 soldati cechi disertarono a favore dei gruppi della Resistenza italiana, anche grazie alle campagne di propaganda mirata realizzate dall'Office of Strategic Services statunitense.
Negli ultimi giorni del conflitto, il 5 maggio 1945 il 1º Battaglione dell'Esercito governativo si ribellò contro i tedeschi e si unì alle forze della Resistenza ceca durante gli scontri della rivolta di Praga, partecipando ai combattimenti intorno alla stazione radio cittadina; tre giorni dopo, altre unità dell'Esercito governativo mossero alla volta del Municipio della Città Vecchia di Praga per contribuire alla sua difesa dagli attacchi dei tedeschi. Nel corso del maggio 1945, con il definitivo collasso del Protettorato, il controllo dell'Esercito governativo passò al Governo in esilio della Cecoslovacchia, che provvide a disattivarlo e passarne gli effettivi al ricostituito Esercito cecoslovacco.

## Equipaggiamento
L'Esercito governativo ebbe in dotazione solo armi leggere, ordinanze del disciolto esercito cecoslovacco o residuati della prima guerra mondiale: pistole semiautomatiche Pistole vz. 24, rivoltelle Rast & Gasser M1898 e fucili Steyr-Mannlicher M1895 con baionette . Un progetto per costituire un'unità di cavalleria fu accantonato a causa della carenza di cavalcature. Le uniformi dell'Esercito governativo erano basate su quelle dell'Esercito cecoslovacco, ma con le insegne di grado del passato Imperiale e regio esercito austro-ungarico.
L'unica onorificenza militare dell'Esercito governativo era il "Distintivo di successo", istituito nel 1944 in tre classi per premiare gli atti di ripetuta assistenza alle forze tedesche.